# Woltersdorf (Brandenburg)
Woltersdorf és un municipi del districte d'Oder-Spree a Brandenburg. Sovint s'anomena "prop de Berlín" (alemany: "bei Berlin") o "prop d'Erkner" (alemany: "bei Erkner"), ja que hi ha molts altres llocs que porten el mateix nom a Alemanya.

## Geografia
El municipi es troba als tres llacs Flakensee, Kalksee i Bauernsee, entre Schöneiche, el bosc de Berlín i Erkner.

### Municipis limítrofs
Woltersdorf limita (en el sentit de les agulles del rellotge, començant pel nord) amb Rüdersdorf, Erkner, Berlín i Schöneiche.

## Història
Cap al 1240 14 famílies de pagesos es van instal·lar en un banc. Avui s'hi troben l'església, l'ajuntament i la "vella escola" (en alemany "alte Schule"), que representen el "centre de la ciutat" de Woltersdorf. Els primers habitants van ser pagesos i mariners. El 1319 Woltersdorf es va documentar per primera vegada com a Waltersdorf slawika. Waltersdorf significa "el poble de Walter". El 1375 Woltersdorf es va observar per primera vegada al "Landbuch". Juntament amb Rahnsdorf, va pagar impostos pel castell de Köpenick.
El 1487 Berlín va adquirir Woltersdorf. Llavors el 1550 es va construir una resclosa entre el Flakensee i el Kalksee, el mateix any es va construir la primera església de Woltersdorf. Entre 1618 i 1648 Woltesdorf va ser desolada (Guerra dels Trenta Anys) i temporalment deshabitada. Al voltant de 1886 es construeix una torre d'observació turística al cim del Kranichsberge. Atorgava una gran perspectiva des d'una alçada de 105 metres, i en dies clars es podia veure la Berliner Fernsehturm. Dins de la torre avui hi ha una exposició "Quan Woltersdorf encara era Hollywood" (en alemany "Als Woltersdorf noch Hollywood war"). Recorda la dècada de 1920, on Joe May va rodar pel·lícules famoses (Das indische Grabmal (1920), Herrin der Welt (1919) i Der Tiger von Eschnapur). Avui podeu trobar restes de l'escenari de la pel·lícula al lloc.
A finals del segle xix es va acabar el ferrocarril de Berlín a l'est. A la comuna limítrofa de Woltersdorf, Erkner, es va construir una estació de tren. Molts berlinesos tenien la seva residència d'estiu a Woltersdorf. Des de 1913 hi ha un tramvia entre la resclosa i l'estació de S-Bahn de Rahnsdorf.

## Demografia
En el moment de la reunificació alemanya, a Woltersdorf vivien 4.790 persones. Des de llavors, la població de Woltersdorf ha passat de 6.800 (2001) a gairebé 8.000 (2010). Avui, Woltersdorf és la comuna més jove del districte d'Oder-Spree. Més del 12% de la població és menor de 15 anys.

## Política
L'Ajuntament té 18 membres, un dels quals però no ha acceptat el seu escó, que roman vacant.
Eleccions 2014:
Unser Woltersdorf (UW): 5 (+5)
Woltersdorfer Bürgerforum (WBF): 4 (+1)
Die Linke: 3 (-1)
CDU: 2 (-2)
SPD: 1 (-2)
FDP: 1
Greens: 1
Candidat Autònom: Siegfried Bronsert: 1
Eleccions 2008:
CDU: 4
SPD: 3
Linkspartei: 4
Grüne: 1
FDP: 1
WBF (Woltersdorfer Bürgerforum): 3
NPD: 1